# Ogg Vorbis
| Kwaliteit | Nominale bitrate                     | Nominale bitrate      |
|           | Officiële Xiph.Org Foundation Vorbis | aoTuV beta 3 en hoger |
| --------- | ------------------------------------ | --------------------- |
| -q-2      | not available                        | 32 kbit/s             |
| -q-1      | 45 kbit/s                            | 48 kbit/s             |
| -q0       | 64 kbit/s                            | 64 kbit/s             |
| -q1       | 80 kbit/s                            | 80 kbit/s             |
| -q2       | 96 kbit/s                            | 96 kbit/s             |
| -q3       | 112 kbit/s                           | 112 kbit/s            |
| -q4       | 128 kbit/s                           | 128 kbit/s            |
| -q5       | 160 kbit/s                           | 160 kbit/s            |
| -q6       | 192 kbit/s                           | 192 kbit/s            |
| -q7       | 224 kbit/s                           | 224 kbit/s            |
| -q8       | 256 kbit/s                           | 256 kbit/s            |
| -q9       | 320 kbit/s                           | 320 kbit/s            |
| -q10      | 500 kbit/s                           | 500 kbit/s            |

Ogg Vorbis is de opensource-compressiemethode voor geluidsbestanden, die vrij is van patenten, dit in tegenstelling tot bijvoorbeeld de audio-indelingen MP3 en Microsofts WMA. Ogg Vorbis wordt ontwikkeld door de Xiph.Org Foundation en is inmiddels opgevolgd door de verbeterde Opus-codec.
Dat er alleen gepatenteerde audio-indelingen bestonden, was voor de ontwikkelaars van openbronsoftware aanleiding om van de grond af een nieuwe multimedia-indeling te definiëren, waarin geen enkel patent voor zou komen.
Een bijkomend voordeel was dat van de nieuwste inzichten gebruik kon worden gemaakt, waardoor de kwaliteit ten opzichte van de oudere MP3-indeling een stuk hoger kon zijn. 'Ogg' staat voor het algemene formaat dat op zich verschillende componenten kan omvatten, zoals Vorbis. Vorbis is het audiogedeelte. Ogg-vorbis is een compressietechniek die weinig relevante geluidsinformatie wegfiltert. Hierbij gaat dus net als bij MP3 weliswaar een deel van de geluidsinformatie verloren, maar door gebruik te maken van de fysiologische en psychologische kenmerken van ons gehoor is dat nauwelijks hoorbaar.
In 2012 is versie 1.3.3 de recentste (libvorbis) en deze bestaat zowel voor Windows, Mac, Linux, OS/2 en PocketPC. Zelfs voor het inmiddels verdwenen multimediabesturingssysteem BeOS bestond goede software. De platformonafhankelijkheid trekt veel ontwikkelaars aan, waaronder gameontwikkelaars. Zo wordt in het computerspel Unreal Tournament 2004 gebruikgemaakt van .ogg-geluidsbestanden. De financiële eisen van licentiehouders van commerciële audioformaten zijn in principe onvoorspelbaar en kunnen van het ene op het andere moment een grotere belasting vormen.
Ogg Vorbis wordt gebruikt in het WebM-bestandsformaat voor webvideo.